# Centro Ciência Viva de Tavira
O Centro Ciência Viva de Tavira localiza-se em Tavira, em Portugal.
Foi inaugurado em 2005 por José Mariano Gago, Rosalia Vargas, Macário Correia e José Paiva.
Constitui-se num espaço interativo, integrante da rede de Centros Ciência Viva, onde é possível explorar temas ligados à água e à energia.

## O edifício
O centro encontra-se instalado na capela do antigo Convento do Carmo, no centro histórico da cidade, um conjunto arquitetónico de grande beleza e valor patrimonial.

## Exposição
No centro o visitante poderá aprender sobre a poluição dos cursos de água, a modelagem da paisagem pelas chuvas e pelos rios, e a geração de energia hidroelétrica. O centro conta ainda com laboratórios de
- Microscopia
- Fisiologia Vegetal
- Biotecnologia
- Eletricidade
- Fluidos
- Água

O centro conta ainda com biblioteca, mediateca e um Ciberespaço.